# Bewindhebber
Bewindhebber ist in der niederländischen Sprache eine Bezeichnung für verschiedene Führungs-Funktionen. Insbesondere versteht man unter einem Bewindhebber einen Befehlshaber, Direktor oder Vorsteher, zum Beispiel bei der Niederländischen Ostindien-Kompanie (Vereenigde Oostindische Compagnie, VOC 1602 bis 1795) und der Niederländischen Westindien-Kompanie (West-Indische Compagnie, WIC 1621 bis 1792).
Der Begriff kann weiter gefasst und für andere Funktionen aus Unternehmensführung, Management (beheerder, bestuurder, voerder) in einer Provinz, Gemeinde, in einem Betrieb, einer Vereinigung oder Stiftung verwendet werden.

## Geschichte
In der niederländischen Geschichte war Bewindhebber eine offizielle Bezeichnung in den Handelsstädten der VOC und der WIC für administrative und verwaltungstechnische Bereiche mit Machtbefugnissen. Diese Vorsteher wurden von der jeweiligen Vroedschap gewählt.
Bei der Errichtung der VOC waren es 77 Vorsteher. Diese Anzahl wurde später auf 60 Bewindhebber gekürzt. Davon 20 in Amsterdam, 12 in Zeeland und sieben verteilt auf Rotterdam, Delft, Hoorn und Enkhuizen. 1674 wurde die zweite WIC errichtet mit rund 50 Bewindhebber, angestellt für sechs Jahre. Später war dies im Prinzip eine lebenslange Aufgabe. Sie gehörten zur obersten Hierarchiestufe der beiden Kompanien.
Bekannte Persönlichkeiten als Bewindhebber (Vorsteher) waren zur Zeit der VOC und der WIC:
Willem Janszoon van Loon (1537–1618), Bewindhebber der VOC. Jan van Loon (1677–1763), Bewindhebber der WIC. Nicolaas Witsen (1641–1717) Bewindhebber der VOC. François Cornelis van Aerssen van Sommelsdijk (1725–1793), Bewindhebber der VOC in Rotterdam. Ferdinand van Collen (1651–1735), Bewindhebber der WIC. Fredrick Alewijn (1737–1804), Bewindhebber der VOC in Amsterdam. Pieter de Graeff (1638–1707), Bewindhebber der VOC. Michiel Pauw (1590–1640), Bewindhebber der WIC. Cornelis de Graeff (1599–1664), Bewindhebber der VOC.

## Synonyme
In der niederländischen Sprache steht die Bezeichnung Bewindhebber heute auch für Funktionen wie folgende:
- Minister, Herrscher (heerser), Regentschaft (regent), Gouverneur, auch: Bewindsman.
- Insolvenzverwalter (bewindvoerder).
- Bevollmächtigter, Beauftragter (gemachtigde, gevolmachtigde), Delegierter (gedelegeerde).
- Autorität (gezagdrager), Machtbefugnis (gezaghebber), vergleichbar mit einem Bürgermeister einer niederländischen Gemeinde.
- Richter (rechter), Regierender (regeerder, bestuurder).
- Direktor (directeur, bestuurder), Manager, Leiter (leider).
- Vorsteher, Verwaltung (voerman).

## Weiterführende Literatur
- Henk den Heijer: De geoctrooieerde compagnie. De VOC en de WIC als voorlopers van de naamloze vennotschap (= Ars notariatus 128). S. 116–125. Uitgeverij Kluwer, Deventer 2005. ISBN 90-13-02284-7